# Mono County

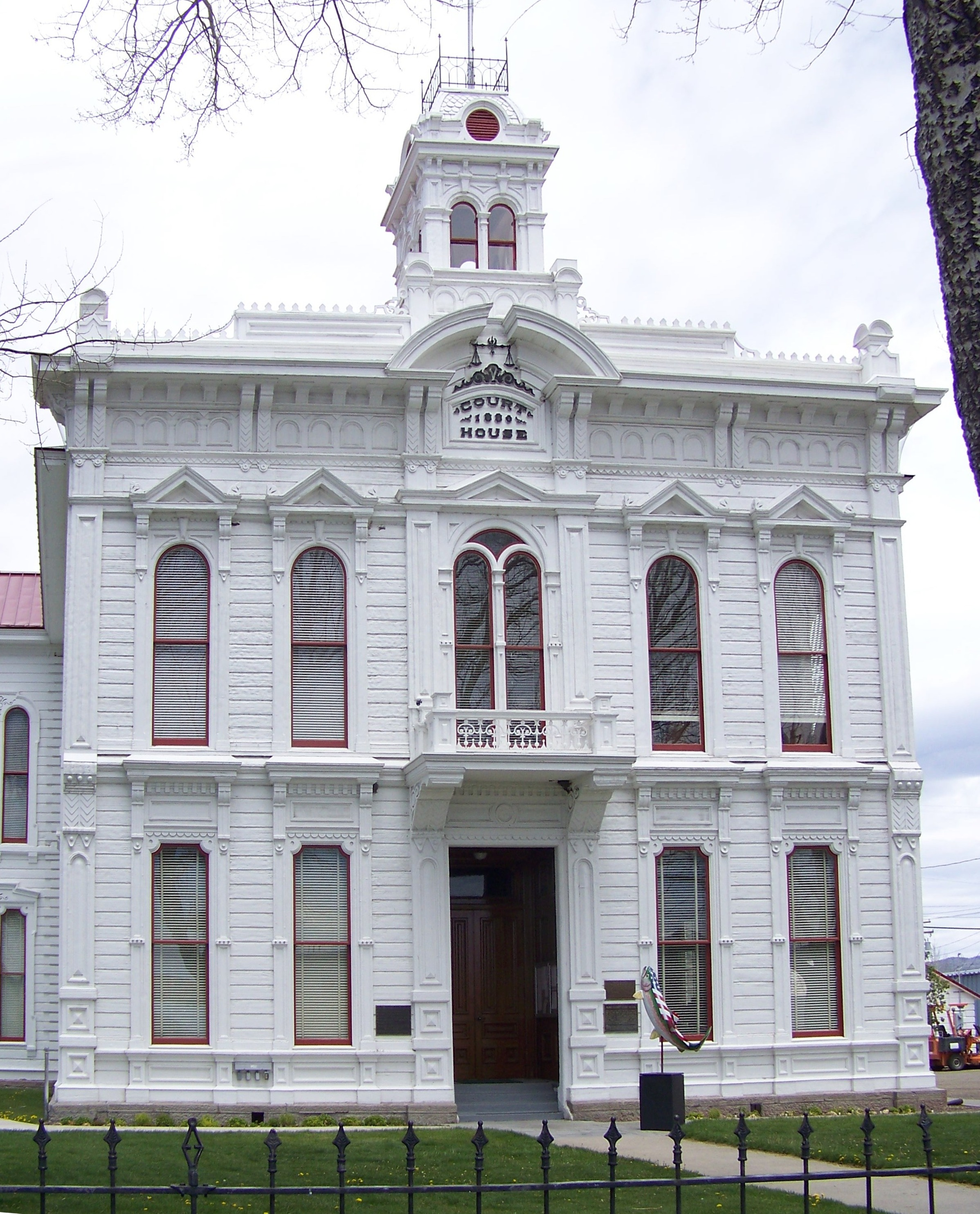
Mono County Courthouse

Mono County is een county in Californië in de VS. Mono County werd gevormd in 1861 en bestond uit delen van Calaveras County, Fresno County en Mariposa County. In 1866 werd een deel van de county aan Inyo County gegeven.
De county kreeg zijn naam van Mono Lake, dat zijn naam kreeg van een inheemse stam die in de Sierra Nevada leefde. Zij werden 'Monachie' (letterlijk vertaald: Vliegvolk) genoemd omdat zij als belangrijkste 'product' om met te ruilen, cocons van vliegen hadden.

## Geografie
De county heeft een totale oppervlakte van 8111 km² (3132 mijl²) waarvan 7885 km² (3044 mijl²) land is en 226 km² (87 mijl²) of 2.79% water is.

### Aangrenzende county's
- Inyo County - zuiden
- Fresno County - zuidwest
- Madera County - zuidwest
- Tuolumne County- westen
- Alpine County - noordwest
- Douglas County in Nevada - noorden
- Lyon County in Nevada - noordoost
- Mineral County in Nevada- oosten
- Esmeralda County in Nevada- zuidoost

### Steden en dorpen
- Bridgeport
- Lee Vining
- Mammoth Lakes